# Six vilayets
Les Six vilayets,, (en turc ottoman : ولايت سته, Vilâyat-ı Sitte,,), aussi appelés les Six vilayets arméniens (en arménien : Վեց հայկական վիլայեթներ, Vets' haykakan vilayet'ner ; en turc : Altı vilayet, Altı Ermeni ili), étaient les vilayets de l'Empire ottoman majoritairement peuplés d'Arméniens. Ces six vilayets étaient les suivants : le vilayet de Van, le vilayet d'Erzurum, le vilayet de Mamouret-ul-Aziz, le vilayet de Bitlis, le vilayet de Diyarbekir et le vilayet de Sivas,,,. Ensemble, ils sont parfois désignés par l'expression « Arménie ottomane », par opposition à l'Arménie russe.
Ces vilayets renvoient aux « provinces habitées par les Arméniens » visées par l'article 16 du traité de paix signé à San Stefano (auj. Yeşilköy) le 3 mars 1878 puis par l'article 61 de l'acte final du congrès des Nations tenu à Berlin du 13 juin au 13 juillet de la même année. Par ces clauses, la Sublime Porte s'engageait, d'une part, « à réaliser les améliorations et les réformes exigées par les besoins locaux » des Arméniens et, d'autre part, « à garantir leur sécurité contre les Kurdes et les Circassiens »,.

## Historique
En 1864, l'Empire ottoman entreprend de vastes réformes administratives territoriales inspirées du modèle centralisé napoléonien, remplaçant les provinces de l'Empire par vingt-sept vilayets, prenant le nom de leur chef-lieu. Au terme de plusieurs réaménagements (en 1878, 1880 et 1895) l'Anatolie orientale se voit finalement découpée en six vilayets, visant ainsi à diluer la population arménienne dans d'autres peuples afin qu'elle ne constitue plus une majorité compacte dans une circonscription, pouvant justifier un statut de plus grande autonomie. Le terme « Six provinces arméniennes » a d'abord été utilisé au congrès de Berlin en 1878, où l'Empire ottoman devait s'engager à y faire des réformes.

## Population

### Groupes ethniques

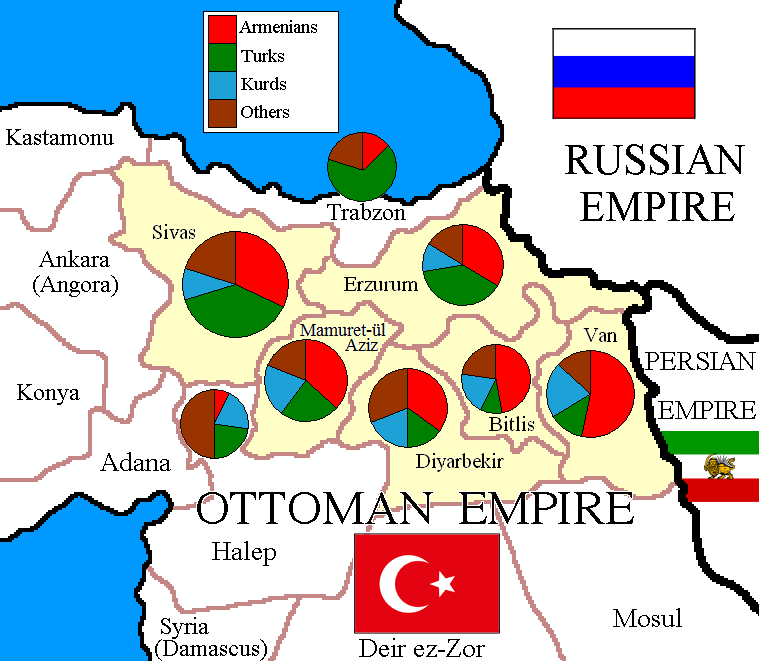
Carte ethnique des six vilayets selon le Patriarcat arménien de Constantinople en 1912.

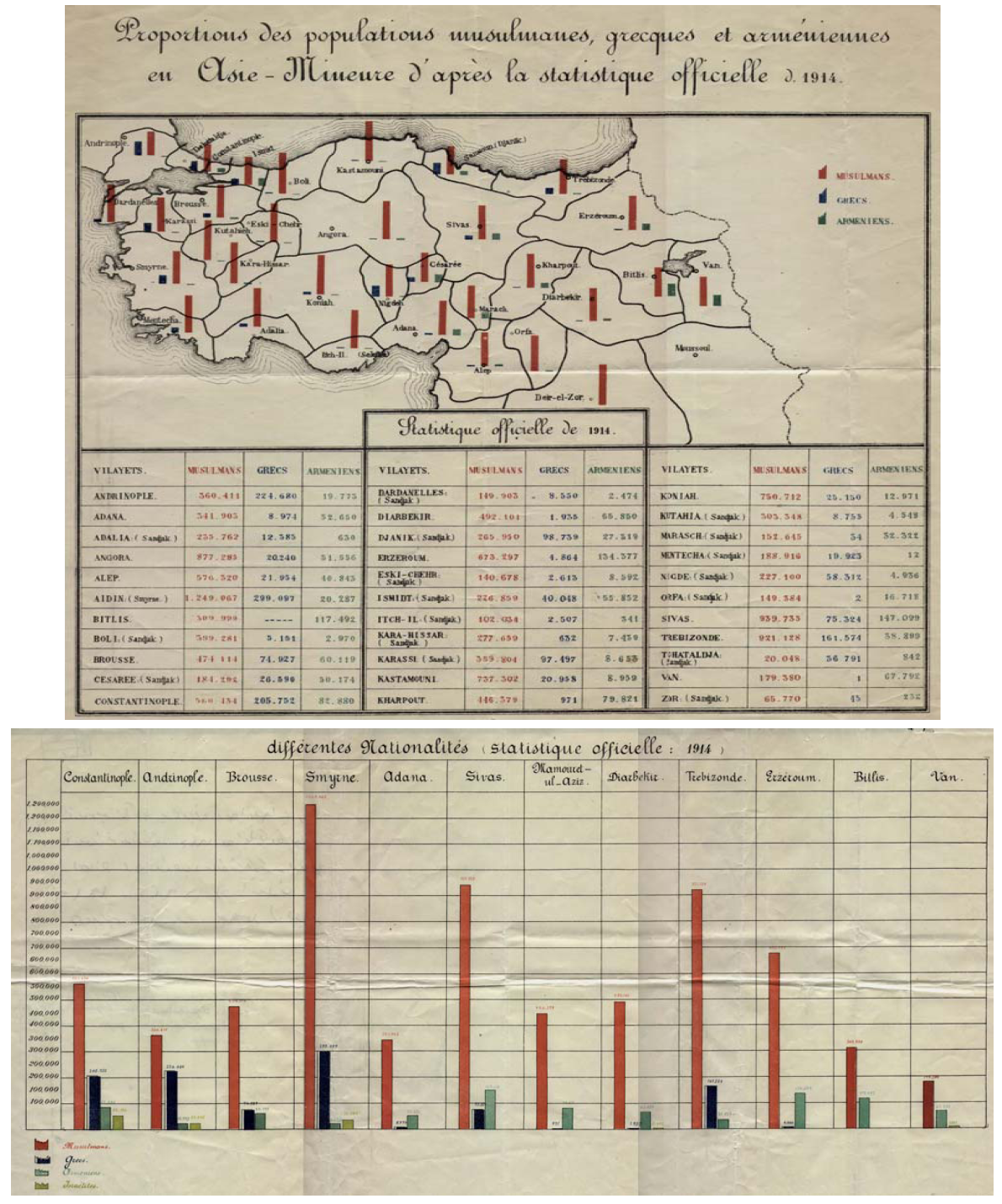
Population arménienne de l'Empire ottoman selon le recensement officiel de 1914.

#### Patriarcat arménien de Constantinople, 1912[15]
| Groupes ethniques | Bitlis  | Diyarbekir | Erzurum | Mamouret-ül-Aziz | Sivas   | Van     | Total     | %    |
| Arméniens | 180 000 | 105 000    | 215 000 | 168 000          | 165 000 | 185 000 | 1 018 000 | 38,9 |
| Turcs1 | 48 000  | 72 000     | 265 000 | 182 000          | 192 000 | 47 000  | 806 000   | 30,8 |
| Kurdes2 | 77 000  | 55 000     | 75 000  | 95 000           | 125 000 | 72 000  | 499 000   | 19,1 |
| Autres3 | 30 000  | 64 000     | 48 000  | 5 000            | 100 000 | 43 000  | 290 000   | 11,1 |
| Total | 382 000 | 296 000    | 630 000 | 450 000          | 507 000 | 350 000 | 2 615 000 | 100  |
| 1 incluant les Qizilbashs 2 incluant les Zazas 3 Assyriens (Nestoriens, Jacobites, Chaldéens), Arabes, Adyguéens, Grecs, Yazidis, Persans, Lazes, Juifs, Roms |         |            |         |                  |         |         |           |      |

#### Recensement officiel ottoman, 1914[16]
La plupart des historiens occidentaux modernes conviennent que le recensement officiel ottoman de 1914 sous-estime le nombre des minorités ethniques, dont celui des Arméniens. Le recensement ottoman ne dénombre pas les groupes ethniques, mais les groupes religieux ; est donc considéré comme Arménien un adepte de l'Église apostolique arménienne, les Arméniens qui ont prétendu être musulmans ont été comptés en tant que musulmans, tandis que les protestants arméniens — comme les Grecs pontiques, les Grecs du Caucase et les Lazes — ont été comptés dans Autres.
| Groupes religieux | Bitlis  | Diyarbekir | Erzurum | Mamouret-ül-Aziz | Sivas     | Van     | Total     | %    |
| Musulmans1 | 309 999 | 492 101    | 673 297 | 446 376          | 939 735   | 179 380 | 3 040 888 | 79,6 |
| Arméniens | 119 132 | 65 850     | 136 618 | 87 862           | 151 674   | 67 792  | 628 928   | 16,5 |
| Autres | 44 348  | 4 020      | 5 797   | 4 047            | 78 173    | 11 969  | 148 354   | 3,9  |
| Total | 473 479 | 561 971    | 815 712 | 538 285          | 1 168 582 | 259 141 | 3 818 170 | 100  |
| 1 Le recensement ottoman ne donne pas d'informations pour les groupes ethniques musulmans séparés comme les Turcs, les Kurdes, les Adyguéens, etc. |         |            |         |                  |           |         |           |      |

Cartes
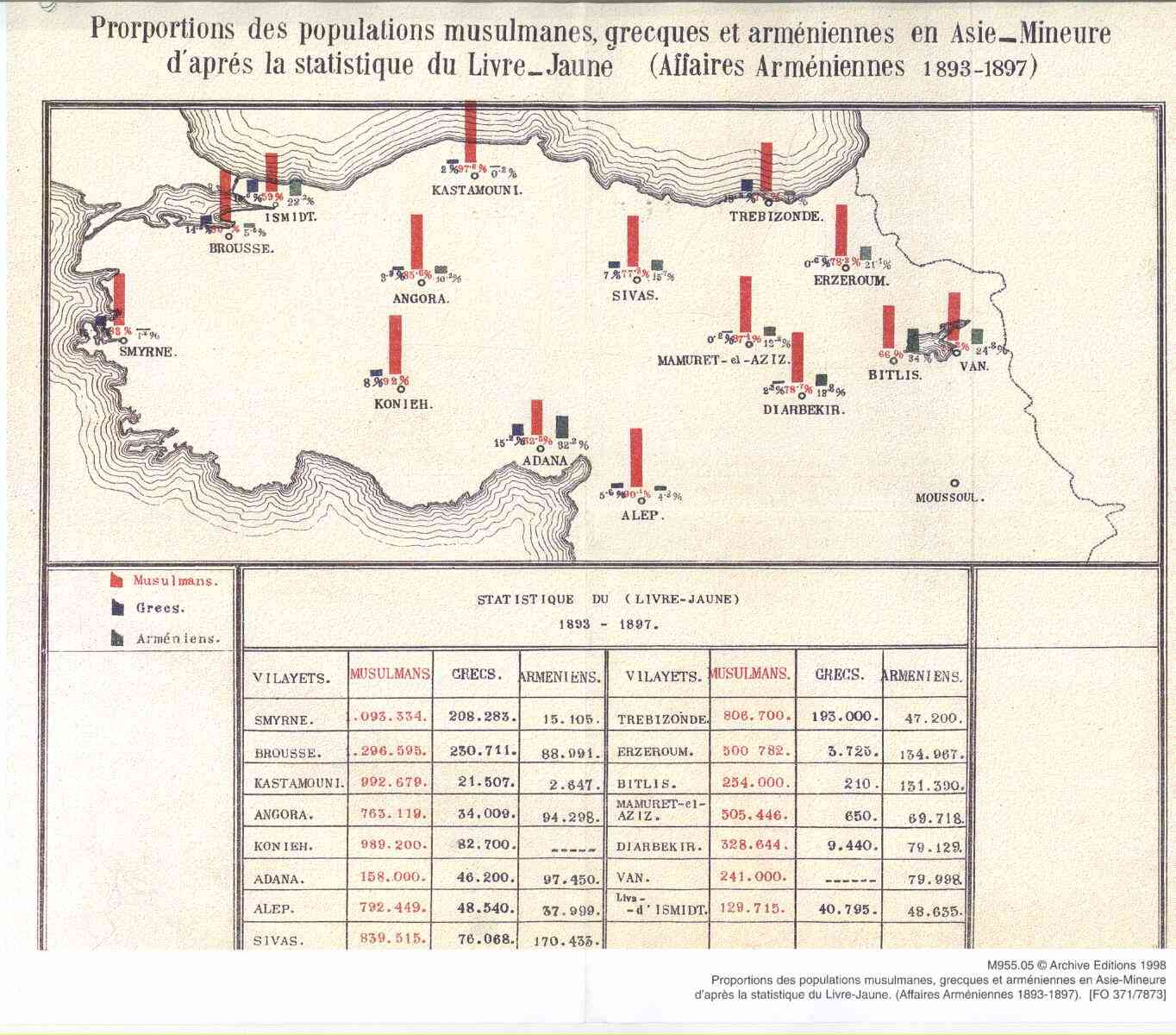
Population arménienne, 1893-1896.
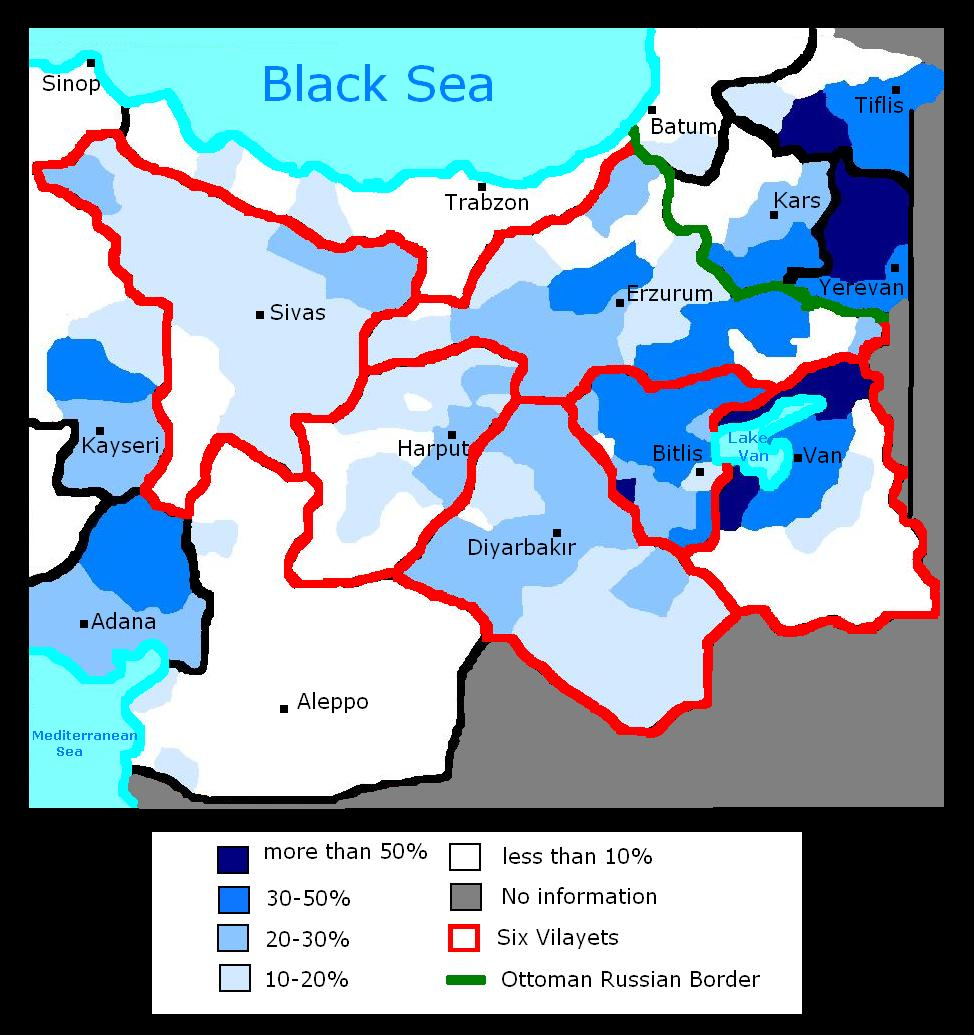
Population arménienne dans les six vilayets.

### Les plus grandes villes
Tous les chiffres sont en date du début du XXe siècle.
| Ville      | Vilayet          | Population | Arméniens | %       |
| ---------- | ---------------- | ---------- | --------- | ------- |
| Van        | Van              | 40 000     | 25 000    | 62,5 %  |
| Sivas      | Sivas            | 60 000     | 30 000    | 50 %    |
| Erzurum    | Erzurum          | 60 000     | 15 000    | 25 %    |
| Mezereh    | Mamouret-ul-Aziz | 12 000     | 6 080     | 50,67 % |
| Bitlis     | Bitlis           | 30 000     | 7 000     | 23,33 % |
| Diyarbekir | Diyarbekir       |            |           |         |
| Arapgir    | Mamouret-ul-Aziz | 20 000     | 10 000    | 50 %    |
| Malatya    | Mamouret-ul-Aziz | 40 000     | 20 000    | 50 %    |